# Барлыбаев, Толежан Турсунович
Толежан Турсунович Барлыбаев (каз. Төлежан Тұрсынұлы Барлыбаев, род. 26 ноября 1970; Темиртау, Казахская ССР) — казахстанский дипломат. Чрезвычайный и Полномочный Посол Республики Казахстан в Украине (с 2025 года).

## Биография
Толежан Турсунович Барлыбаев родился 26 ноября 1970 года в г. Темиртау Карагандинской области, Казахстан.
В 1992 году окончил Российский государственный гуманитарный университет.

### Трудовая деятельность
1992—1993 гг. — редактор отдела новостей телерадиокомпании «Казахстан».
1993—1994 гг. — референт отдела печати, атташе Управления стран Америки Министерства иностранных дел Казахстана (МИД РК).
1994—1997 гг. — третий, второй секретарь посольства Казахстана на Украине.
1997—1998 гг. — первый секретарь Управления информации и планирования МИД РК.
1998—2002 гг. — первый секретарь, советник посольства Казахстана в Украине.
2002—2003 гг. — начальник отдела Департамента Европы и Америки МИД РК.
2003 г. — начальник управления МПД МИД РК, помощник министра.
2003—2007 гг. — советник посольства Казахстана в Республике Польша.
2007—2008 гг. — главный инспектор Центра внешней политики (ЦВП) Администрации президента Казахстана.
2008—2009 гг. — заведующий сектором ЦВП Администрации президента.
2009—2011 гг. — заместитель заведующего ЦВП Администрации президента.
2012 г. — заведующий Центром внешней политики Администрации президента.
2013—2014 гг. — советник-посланник, временный поверенный в делах Республики Казахстан в Хорватии.
2016—2017 гг. — советник-посланник посольства Казахстана в Королевстве Нидерландов.
С мая 2017 г. по март 2022 года — Чрезвычайный и Полномочный Посол Республики Казахстан в Республике Хорватия.
С мая 2018 г. по март 2022 года — Чрезвычайный и Полномочный Посол Республики Казахстан в Боснии и Герцеговине, Черногории по совместительству.
С 30 марта 2022 года по 15 ноября 2024 года — Чрезвычайный и Полномочный Посол Республики Казахстан в Словацкой Республике.
С 17 апреля 2025 года — Чрезвычайный и Полномочный Посол Республики Казахстан в Украине.